# Bugalliña
La bugalliña es un juego tradicional gallego practicado únicamente por mujeres. Estuvo arraigado en la comarca del Ribeiro de Ourense hasta que solamente se jugó en la parroquia de Santo Estevo de Nóvoa, perteneciente al ayuntamiento de Carballeda de Avia (Ourense). Hasta la fecha no se ha encontrado nada similar ni dentro ni fuera de Galicia.
En el año 2009, un estudio de la Universidad de Santiago de Compostela dijo que seguían practicándose 64 juegos tradicionales gallegos y que muchos estaban en riesgo de desaparecer. Entre ellos se mencionaba la bugalliña.
La bugalliña es uno de los pocos juegos tradicionales femeninos que subsisten. Es un juego considerado de los más raros o complicados porque tiene muchas reglas.
La periodista June Fernández incluye en su libro 10 Ingobernables. Historias de transgresión y rebeldía, un capítulo dedicado a la bugalliña, visibilizando la lucha por la supervivencia de este juego tradicional de mujeres. Manuela Vázquez Coto, investigadora sobre los juegos tradicionales practicados exclusivamente por mujeres adultas, nos acerca a la historia de la bugalliña y sus reglas de juego. Ha escrito varios artículos y participado en diversas jornadas en las que difunde y ayuda a visibilizar este particular juego en peligro de extinción.

## El juego
La bugalliña se juega en un recinto al aire libre sobre una superficie de tierra preferiblemente. En el centro del suelo hay un pequeño hoyo llamado burata que es donde hay que encajar las bolas de madera con las que se juega. Son dos piezas ovaladas del tamaño de una bellota gorda. En sus orígenes se jugaba con las agallas de los robles -los tumores que les salen a los árboles por la actividad parasitaria de los insectos- que en gallego se llaman bugallos. Probablemente de esa denominación viene el nombre del juego bugalliña.
El juego es una mezcla entre la petanca y las canicas. Se hacen dos equipos y se juegan en turnos por parejas de contrincantes. Empieza la partida una, lanzando la bola desde el fondo de la pista con el objetivo de encajarla en la burata. Si acierta vuelve a jugar. Si falla, le toca al otro equipo, que puede lanzar a la burata o intentar golpear la bola de su contrincante.
Los tantos varían en función del tipo de jugada, dependiendo de la distancia del lanzamiento, si se encaja en la burata son 4 puntos y 1 punto si se golpea de cerca. Serán 2 puntos si se golpea la bola del otro equipo. La cuenta de los marcadores se inicia en 12 puntos. Gana el equipo que alcanza 24 puntos exactos. Además, cuando llegan a 22 puntos se suma automáticamente 1 punto, de esta manera solamente se puede ganar con una jugada que valga un solo punto: meter la bola en la burata de cerca.